# Spironucleus barkhanus
Spironucleus barkhanus je druh parazitického prvoka z rodu Spironucleus a čeledi Hexamitidae. Tento bičíkovec se vyskytuje jak v mořské, tak i v sladké vodě, kde infikuje zejména lososovité ryby.

## Popis
Buňky S. barkhanus jsou typicky kulovitého až hruškovitého tvaru o délce 11–20 µm a šířce 6–14 µm. Buňka vykazuje kombinaci radiální a bilaterální symetrie, tzv. biradiální symetrii, díky poloze bičíků: celkem má buňka 8 bičíků vyrůstajících z přední části buňky. Z nich šest bičíků se nachází po stranách přední části buňky (anteriolaterálně), tři na každé straně, a dva na zadní straně buňky (posteriomediálně), směřují nahoru a dolů (dorsoventrálně). Zadní bičíky jsou zpětné (rekurentní), tedy směřující od aneriorní části k posteriorní části buňky, zpětně podél cytoplazmatické membrány. Potravu přijímá dvěma buněčnými ústy, tzv. cystostomy, která jsou umístěna posteriorně v okolí zpětných bičíků a obklopena půlměsícovitou vyvýšenou strukturou – cystosomálními kapsami. 

Stavba diplomonád

V anteriorní části buňky se nachází dvě oválná až hruškovitá, částečně propletená, jádra, v jejichž těsném sousedství se nachází dvě bazální tělíska, ze kterých vyrůstají bičíky – toto těsné spojení bičíku a jádra se nazývá karyomastigont. Toto uspořádání je typické pro diplomonády, které tvoří tzv. dvojitý karyomastigont, tedy jakýsi „srůst“ dvou jednoduchých karyomastigontů. Buňky S. barkhanus obsahují hojné drsné endoplazmatické retikulum, především podél rekurentních bičíků, a váčky různých velikostí v blízkosti buněčné membrány.

### Mitochondrie
Mitochondrie u S. barkhanus se vyvinuly v příbuzné organely, známé jako hydrogenozomy. Tyto organely produkují ATP fermentací pyruvátu a produkují vodík jako vedlejší produkt.

### Genetické vlastnosti
Spironucleus používá alternativní genetický kód; UAA a UAG kódují glutamin, zatímco UGA je jediným stop kodonem. V genech homologických pro selenoprotein W1 u druhů S. barkhanus a S. salmonicida se kodon UGA nachází v pozici, kde je u jiných eukaryot zařazován selenocystein. Tyto poznatky silně naznačují, že oba tyto diplomonády jsou schopny začlenit selenocystein do proteinů pomocí kodonu UGA. Sekvence genomu druhu S. barkhanus vykazují vysokou míru genetické heterogenity. Analýza ukázala, že mnoho genů obsahuje jednočetné až vícečetné polymorfismy jednotlivých nukleotidů (SNP). Nejvíce SNP bylo detekováno u genů kódujících enzymy, jako je pyruvátkinasa, zatímco některé geny, například ribozomální protein S2, SNP neobsahovaly. Tyto rozdíly mohou být způsobeny procesy, jako je rekombinace nebo přítomnost různých linií S. barkhanus.

## Životní cyklus
S. barkhanus prochází dvěma hlavními stadií svého životního cyklu: aktivně pohyblivý trofozoit a pevná nemotilní cysta. Trofozoit je aktivní stadium, které se množí asexuálním podélným binárním dělením; běžné místo jeho výskytu je ve střevním lumenu; ale může být přitomné také v žluči či vnitřních orgánech hostitele, i když méně často než ve střevech. Cysta je odolnou formou parazita, která umožnuje jeho šíření prostřednictvím fekálně-orálního přenosu; její obal, jenž je tvořen N-acetylgalaktosaminem a proteiny, slouží jako ochrana proti nepříznivým podmínkám (např. osmotické změny, vysoká koncentrace kyslíku nebo prudká změna teploty). Po požití novým hostitelem cysta excystuje v trávicím traktu a uvolní trofozoity.

## Význam
Druhy Spironucleus spp. se vyskytují s vysokou prevalencí jak u volně žijících, tak u chovaných ryb, avšak patogenita izolátů se mezi těmito dvěma prostředími hostitelů výrazně liší. Zatímco S. samonicida infikuje chované ryby, S. barkhanus infikuje ryby volně žijící. Systémová spironukleóza však byla pozorována pouze u S. salmonicida v akvakultuře, zatímco infekce způsobené S. barkhanus u volně žijících ryb jsou obecně komenzální. Ačkoli jsou oba druhy morfologicky nerozeznatelné, mají různě velké genomy a genom S. barkhanus obsahuje více SNPs.
Způsoby prevence a léčby spironukleózy u ryb závisí na jejich způsobu života. Pro léčbu nemocných jedinců chovaných v akváriu a neurčených ke konzumaci se používá metronidazol, stejně jako další opatření, například častá výměna vody v akváriu a izolace nemocných ryb. U ryb určených ke konzumaci lze jako preventivní opatření použít speciální krmné směsi, použití antiparazitárních přípravků (resp. metronidazolu) však není možné z důvodu zákazu jejich použití v řadě států.